# Rosenschwanz
Der Rosenschwanz (Urocynchramus pylzowi) ist eine zentralasiatische Singvogelart. Sie kommt in der chinesischen Provinz Qinghai und im Westen von Sichuan und in einigen unmittelbar benachbarten Regionen vor.

## Merkmale
Rosenschwänze sind mittelgroße Singvögel mit einem oval-zylindrischen Rumpf, langen Flügeln und einem langen, schmalen Schwanz. Der Kopf ist mittelgroß, der Hals relativ dick. Der Schnabel ähnelt dem der Finken und ist kurz. Die Beine sind mittellang, die Füße klein. Weibchen sind bräunlich gefärbt, bei den Männchen sind Gesicht, Brust und Bauch rosa bis pink gefärbt. Bei den Rosenschwänzen werden die Handschwingen von zehn Federn gebildet, was sie von den meisten anderen Taxa der Überfamilie Passeroidea unterscheidet.

## Lebensraum und Lebensweise
Der Rosenschwanz lebt in Höhen von 3000 bis 5000 Metern in gebirgigen, dicht mit Sträuchern bewachsenen Gegenden mit kleinen Bächen. Die Vögel leben normalerweise in kleinen Gruppen versteckt im dichten Gestrüpp und suchen dort und auf dem Boden ihre Nahrung. Über ihre Ernährung ist nur wenig bekannt. Wahrscheinlich fressen sie Samen und Blüten sowie Insekten, letztere vor allem in der Brutzeit. Nur wenn sie singen, nehmen sie eine exponierte Position im oberen Bereich eines Strauches ein. Rosenschwänze sind wahrscheinlich monogam. Das offene Nest wird in niedrigen Büschen aus Gräsern, kleinen Zweigen, Wurzeln und den langen Haaren des Yaks gebaut. Das Gelege besteht aus 2 bis 4 Eiern und wird nur vom Weibchen bebrütet. An der Fütterung der Nestlinge beteiligen sich beide Eltern. Rosenschwänze sind Standvögel und unternehmen keine saisonalen Wanderungen.
Den Bestand des Rosenschwanzes schätzt die Internationale Union zur Bewahrung der Natur als ungefährdet ein.

## Systematik
Der Rosenschwanz wurde im Jahr 1876 durch den russischen Forschungsreisenden Nikolai Michailowitsch Prschewalski erstmals wissenschaftlich beschrieben. Die Vogelart wurde zeitweise den Finken (Fringillidae) oder den Ammern (Emberizidae) zugeordnet. Ihre systematische Position ist aber bis heute nicht endgültig geklärt und Vergleiche der mitochondrialen DNA zeigen, dass sie weder mit Ammern noch mit Finken besonders nah verwandt ist. Eventuell besteht eine nähere Verwandtschaft mit den Prachtfinken (Estrildidae), Webervögeln (Ploceidae), Braunellen (Prunellidae) und Trugwaldsängern (Peucedramidae). Der Rosenschwanz wird zur Zeit meist in eine eigenständige monotypische Familie, die Urocynchramidae gestellt, die schon 1918 durch den polnischen Ornithologen Janusz Domaniewski eingeführt wurde.

## Belege
1. 1 2 3 4  David W. Winkler, Shawn M. Billerman, Irby J. Lovette: Bird Families of the World: A Guide to the Spectacular Diversity of Birds. Lynx Edicions (2015), ISBN 978-84-941892-0-3. Seite 509.
2. 1 2 3 4  Urocynchramus pylzowi in der Roten Liste gefährdeter Arten der IUCN 2016. Eingestellt von: BirdLife International, 2016. Abgerufen am 2020-11-1.